# Massacre de Leskovice
Le massacre de Leskovice est un massacre commis par des troupes de la Waffen-SS dans le village tchèque de Leskovice pendant la Seconde Guerre mondiale.

## Déroulement du massacre
Le 5 mai 1945, les partisans tchèques se battent contre les Allemands et se sont réfugiés dans la forêt, avant de revenir plus tard au village quand les Allemands sont partis. Mais les Allemands reviennent finalement dans la nuit à 4 heures du matin avec des renforts.
Le village est encerclé, les nazis incendient les maisons et violentent les villageois (décapitations, coups, personnes brûlées vivantes).
Finalement, 26 habitants du village de Leskovice ont été tués et 31 maisons incendiées par les hommes de l'officier SS Walter Hauck,. La plus jeune victime était âgée de 13 ans. Walter Hauck avait déjà orchestré le Massacre d'Ascq en avril 1944.